# Антироман
Антироман (фр. Antiroman) — поняття, застосовуване поряд з терміном «новий роман» як характеристика деякої прози модернізму, переважно у французьких письменників середини XX століття.

## Історія появи
Вперше термін «антироман» використав 1633 року французький письменник Шарль Сорель як підзаголовок його пародійного твору «Le Berger extravagant».
1948 року Жан-Поль Сартр повернув термін «антироман» у словник літературної критики. Так він охарактеризував у передмові книгу «Портрет невідомого» (фр. Portrait d’un inconnu) народженої в Росії французької письменниці єврейського походження Наталі Саррот, яка фактично започаткувала цей стиль.
Слід зазначити, що, по суті, ознаки антироману мають низка творів, створених значно раніше від середини XX століття. Наприклад, «Трістрам Шенді» (1759) англійського письменника Лоренса Стерна, де оповідь регулярно переривається численними ліричними відступами, бесідами з читачем, сторонніми історіями, розповідями про життя родичів головного героя, які перетворюють книгу на химерну суміш іронічних і драматичних сцен.

## Характерні риси
Антироман, виправдовуючи сенс терміна, специфічний відмовою від класичних елементів роману, таких як, наприклад, розгорнутий, послідовний сюжет, герої з цілісним внутрішнім світом і характером. Антироман безпристрасно аналізує загальнозначимі, але безликі життєві ситуації, породжені відчуженням і конформізмом. У викладі можливі порушення часової послідовності, експерименти з мовою, граматикою і пунктуацією, наявність альтернативних кінцівок і початків і навіть поліграфічні екзерсиси, такі як порожні або знімні сторінки, сторонні малюнки.

## Деякі приклади антироманів
- Фернанду Пессоа. «Книга неспокою[ru]»(«Книга занепокоєння») — посмертно виданий твір, написаний від імені гетероніма Бернарду Соареша та інших гетеронімів письменника.
- Набоков В. В.. «Блідий вогонь[ru]» — побудований як хронологічно нелінійна 999-рядкова поема з рясним літературними алюзіями коментарем.
- Хуліо Кортасар. «Гра в класики» — відрізняється незвичною структурою. Згідно з передмовою, яку залишив сам письменник, книга містить відразу «багато книг». Автор пропонує принаймні дві схеми читання: звичайну, до якої входять перші дві частини роману — «По той бік» і «По цей бік» і в яких завершується основний сюжет, і читання за спеціальною схемою, згідно з якою, слід додатково читати глави з частини «З інших боків». Покажчик схеми читання наведено в кінці кожного розділу. До неї потрапили всі глави роману, крім передостанньої — 55-ої.
- Хуліо Кортасар. «62. Модель для складання» — являє собою зв'язку сюжетних ліній, де повтори і переміщення мають створити відчуття свободи від жорсткого причинного зв'язку, особливо в характері задуму, де ще більш наполегливо і владно затверджується простір для комбінацій. Результат, до якого, на думку автора, має прийти читач — його особистий монтаж елементів оповіді[6].